# Sauce (Corrientes)
Sauce es una ciudad turística argentina, ubicada en la provincia de Corrientes, cabecera del departamento homónimo. Se encuentra en el sur de la provincia, limitando con la provincia de Entre Ríos por el río Guayquiraró, a 399 kilómetros de la ciudad de Corrientes, capital provincial.

## Vías de comunicación
Sauce se vincula con Curuzú Cuatiá por la ruta provincial 126, la cual la une con Esquina y con San José de Feliciano, Entre Ríos. La ruta provincial 23 une a Sauce con Perugorría, y de allí a Goya, y por el oeste a Mercedes.

## Población
Cuenta con 7 014 habitantes (Indec, 2010), lo que representa un incremento del 15% frente a los 6 564 habitantes (Indec, 2001) del censo anterior.

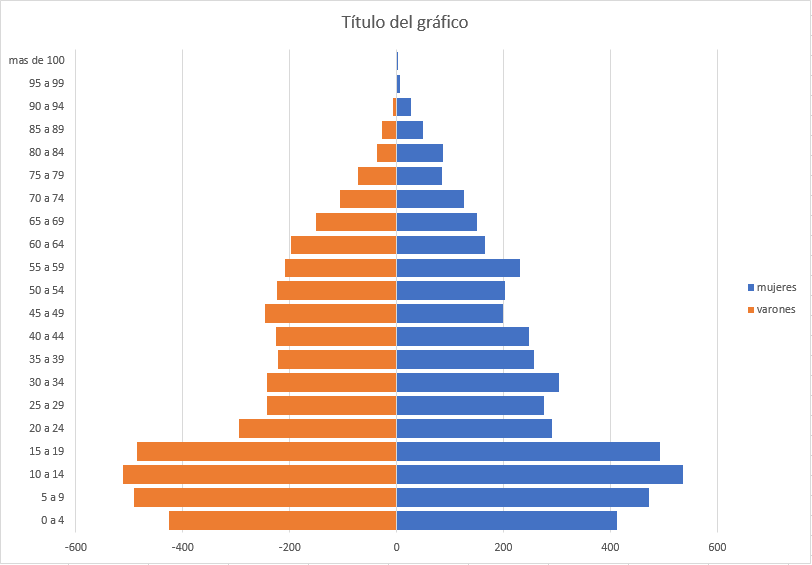
Datos: Ministerio del Interior. Censo Nacional 2010

| Gráfica de evolución demográfica de Sauce entre 1991 y 2010 |
|                                                             |
| Fuente: censos nacionales del INDEC                         |

## Parroquias de Sauce
| Diócesis  | Goya                      |
| --------- | ------------------------- |
| Parroquia | Nuestra Señora del Carmen |